# Ý chí quyền lực
Ý chí quyền lực hay còn được gọi Ý chí Hùng cường (tiếng Đức: "der Wille zur Macht") là một khái niệm nổi bật trong triết thuyết của Friedrich Nietzsche. Theo ý tưởng này, mục đích duy nhất của hiện sinh là đạt được quyền lực hoặc sức mạnh không nhất thiết là về thể xác mà quan trọng hơn là tâm hồn hay ý chí sáng tạo.